# Governo Kariņš I
Il Governo Kariņš I è stato il 40º governo della Lettonia, dal 23 gennaio 2019 al 14 dicembre 2022 (dimissionario dal 1º ottobre 2022), durante la 13ª legislatura della Saeima.

## Storia
Guidato dal nuovo Ministro presidente conservatore Arturs Krišjānis Kariņš, in precedenza Ministro degli Affari economici, il governo è costituito e appoggiato da una coalizione di centro-destra fra A Chi Appartiene lo Stato? (KPV LV), Nuovo Partito Conservatore (JKP), Sviluppo/Per! (AP), Alleanza Nazionale (NA) e Unità (V); insieme, questi dispongono di 66 deputati su 100, ovvero il 66% dei seggi alla Saeima.
Questo governo si è formato dopo le elezioni parlamentari del 2018, e succede al governo dell'ecologista Māris Kučinskis, costituito e sostenuta da una coalizione tra Unità, l'Unione dei Verdi e degli Agricoltori (ZZS) e Alleanza Nazionale (NA).
Durante lo scrutinio, il partito di centro-sinistra pro-Russia "Armonia" (Saskaņa) arriva primo, ma senza maggioranza, mentre i partiti al potere perdono 30 seggi e la loro maggioranza assoluta; invece, A Chi Appartiene lo Stato?, il Nuovo Partito Conservatore e Sviluppo/Per! guadagnano per la prima volta una rappresentanza parlamentare.
Il presidente Raimonds Vējonis incarica l'ex Ministro Jānis Bordāns, del JKP, di costituire un nuovo esecutivo il 7 novembre, ma egli fallisce e rimette il suo mandato una settimana più tardi; il capo di Stato allora il 26 novembre fa appello a Aldis Gobzems, leader del KPV LV, ma questi rinuncia all'incarico due settimane più tardi, non essendo riuscito a raggiungere una maggioranza parlamentare sicura.
Il 7 gennaio 2019 Vējonis incarica il deputato europeo di Unità Arturs Krišjānis Kariņš di mettere in piedi il prossimo governo lettone; dopo avere formato una coalizione pentapartitica, Kariņš sollecita e ottiene la fiducia dalla Saeima il 23 gennaio con 61 voti favorevoli, avendo cinque parlamentari di Per una Lettonia Umana votato effettivamente contro.

## Composizione
| Carica                                        | Titolare | Titolare | Titolare                              | Partito |
| --------------------------------------------- | -------- | -------- | ------------------------------------- | ------- |
| Primo ministro                                |          |          | Arturs Krišjānis Kariņš               | V       |
| Vice primo ministro Difesa                    |          |          | Artis Pabriks                         | AP      |
| Vice primo ministro Giustizia                 |          |          | Jānis Bordāns                         | JKP     |
| Affari esteri                                 |          |          | Edgars Rinkēvičs                      | V       |
| Affari economici                              |          |          | Ralfs Nemiro (fino al 16/03/2020)     | KPV LV  |
| Affari economici                              |          |          | Jānis Vitenbergs                      | NA      |
| Finanze                                       |          |          | Jānis Reirs                           | V       |
| Interno                                       |          |          | Sandis Ģirģens (fino al 03/06/2021)   | KPV LV  |
| Interno                                       |          |          | Marija Golubeva                       | AP      |
| Educazione e scienza                          |          |          | Ilga Šuplinska (fino al 03/06/2021)   | JKP     |
| Educazione e scienza                          |          |          | Anita Muižniece                       | JKP     |
| Cultura                                       |          |          | Dace Melbārde (fino al 19/06/2019)    | NA      |
| Cultura                                       |          |          | Nauris Puntulis                       | NA      |
| Benessere sociale                             |          |          | Ramona Petraviča (fino al 03/06/2021) | KPV LV  |
| Benessere sociale                             |          |          | Gatis Eglītis                         | JKP     |
| Trasporti                                     |          |          | Tālis Linkaits                        | JKP     |
| Sanità                                        |          |          | Ilze Viņķele (fino al 07/01/2021)     | AP      |
| Sanità                                        |          |          | Daniels Pavļuts                       | AP      |
| Protezione dell'ambiente e sviluppo regionale |          |          | Juris Pūce (fino al 12/11/2020)       | AP      |
| Protezione dell'ambiente e sviluppo regionale |          |          | Artūrs Toms Plešs                     | AP      |
| Agricoltura                                   |          |          | Kaspars Gerhards                      | NA      |